# Kabiné Komara

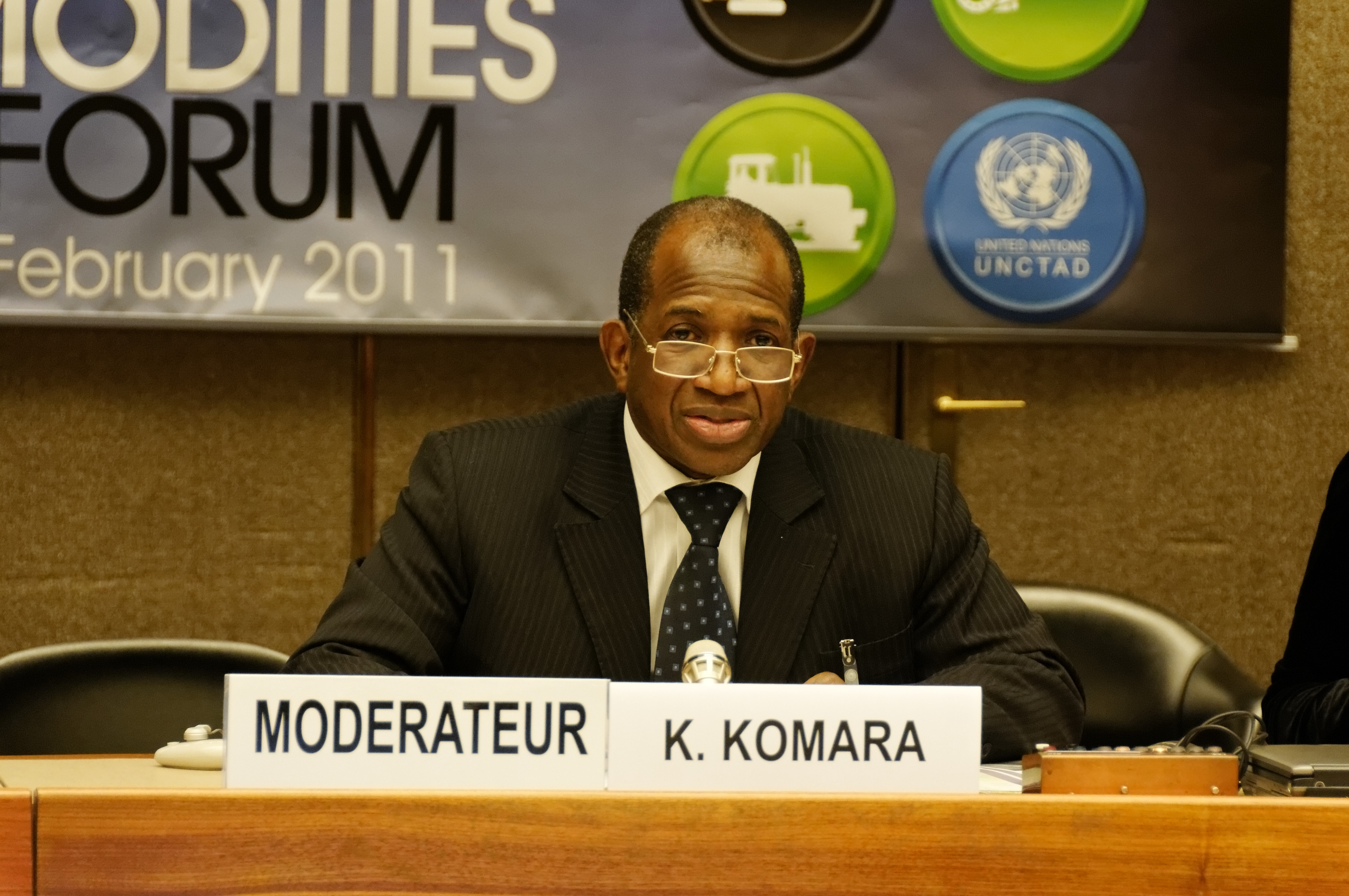
Kabiné Komara (auf einer UN-Veranstaltung 2011)

Kabiné Komara (* 8. März 1950 in Kankan) ist ein Politiker in Guinea und war vom 30. Dezember 2008 bis zum 10. Januar 2010 Premierminister des Landes.

## Leben
Komara wurde in eine Maninka-Familie hinein geboren.
Er studierte am Polytechnischen Institut Gamal Abdel Nasser in Conakry und schloss dort 1973 das Studium mit hervorragenden Noten ab.
Nach der Promotion blieb er in Guinea. 1973/1974 als Finanzinspektor des Staates Guinea und 1974/1975 als Mitarbeiter der Zentralbank. Danach machte er ein Praktikum bei der Credit Suisse in Zürich. In den Jahren 1975 bis 1986 war er Verwaltungsdirektor (directeur administratif) und stellvertretender Personalchef bei den großen Bauxitunternehmen des Landes. Die nächsten fünf Jahre übte er das Amt eines Nationalen Direktors im Ministerium für Planung und Internationale Zusammenarbeit aus. 1992 verließ er die Öffentliche Verwaltung, um dem Finanz- und Planungsministerium als wirtschaftlicher Berater zu dienen. Von 1995 bis zu seiner Berufung als neuer Premierminister arbeitete er als Direktor bei der Afrikanischen Export Import Bank (Afreximbank) in Kairo.
Im Verlaufe der Jahre bildete er sich zudem noch weiter. Er besuchte zuerst das "Institut supérieur des affaires" (ISA) in Paris, dann ab 1992 die "University of Colorado" in Boulder, später (1997) die "Amerikanische Universität in Kairo" und machte schlussendlich noch den MBA an der École supérieure de commerce de Rennes.
Nebst seiner Muttersprache Malinké spricht er fließend Soussou, Englisch und Französisch. Aufgrund seiner Arbeit in Kairo hat er auch Arabischkenntnisse. Komara ist verheiratet und mehrfacher Familienvater.

## Politik
Komara war schon 2007 eine von vier Persönlichkeiten, die für die Opposition für das Amt des Premierministers annehmbar gewesen wären. Doch wurde ihm Lansana Kouyaté durch den autoritären Präsidenten Lansana Conté vorgezogen. Von dessen Nachfolger Ahmed Tidiane Souaré erbte er das Amt im Dezember 2008, als Conté gestorben war und der Militär Moussa Dadis Camara die Macht übernommen hatte.
Im staatlichen Radio von Guinea wurde am Morgen des 30. Dezembers die Ernennung Komaras zum Premierminister in einer Presseerklärung der Regierung bekanntgegeben. Im Verlaufe des Tages traf eine Stellungnahme Komaras aus Kairo ein, in der er die Annahme des Postens erklärte. Er traf mit einem Sonderflug von Kairo her am nächsten Tag in Guinea ein. Bis am 14. Januar 2009 bildete er dann ein neues Kabinett aus Militärangehörigen und Technokraten – ohne Einbezug von zivilen Politikern. Er blieb mehr als ein Jahr im Amt. Danach wurde infolge eines Attentats auf Juntapräsident Camara eine neue zivile Regierung unter Einbezug der Opposition unter dem Premierminister Jean-Marie Doré gebildet, die erstmals in der Geschichte Guineas freie Präsidentschaftswahlen vorbereitete.
Im Oktober 2021 unterstützt Kabiné Komara die Junta, die in Guinea einen Staatsstreich durchgeführt hat.